# Santa Lucía (station)
Santa Lucia är en tunnelbanestation i tunnelbanesystemet Metro de Santiago i Santiago, Chile. Stationen ligger på Linje 1 (Línea 1). Den nästföljande stationen i riktning mot Los Dominicos är Universidad de Chile och i riktning mot San Pablo är det Universidad Católica. Stationen ligger under korsningen mellan Alameda del Libertador Bernardo O'Higgins och Avenida Santa Rosa i kommunen Santiago Centro.